# Конрад Дасиподій
Конрад Дасиподій (лат. Conrad Dasypodius, відомий також як Konrad Rauhfuss, бл. 1532 — 1600) - швейцарсько-французький математик та астроном, професор Страсбурзького університету.

## Життєпис

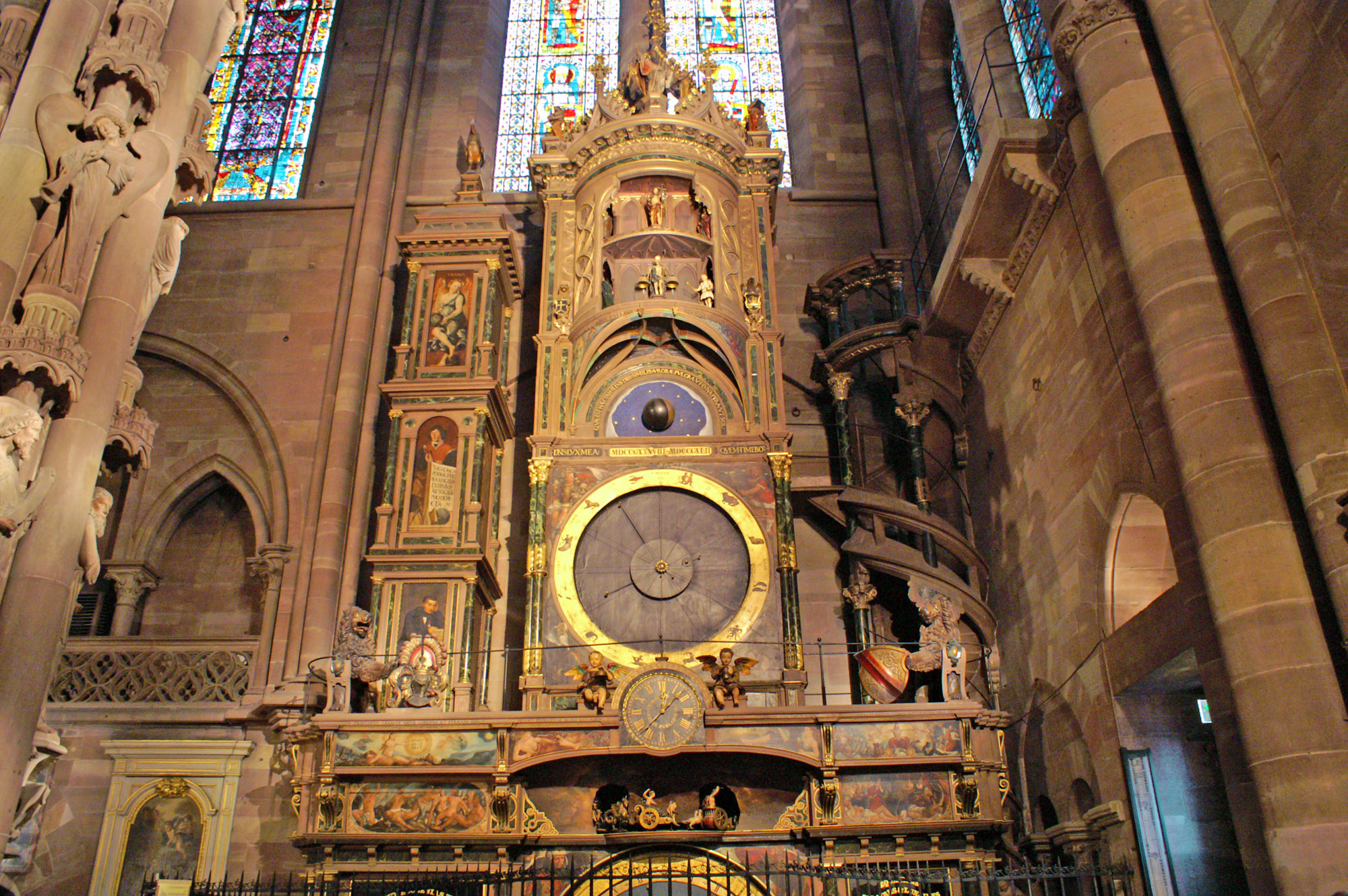
Астрономічний годинник кафедрального собору в Страсбурзі

Народився у Фрауенфельді (Швейцарія), син гуманіста та лексикографа Петра Дасиподія.
1568 року опублікував працю про геліоцентричну систему світу Миколая Коперника Hypotyposes orbium coelestium congruentes cum tabulis Alfonsinis et Copernici seu etiam tabulis Prutenicis editae a Cunrado Dasypodio.
Протягом 1572—1574 років за вказівками Дасиподія побудовано знаменитий годинник Страсбурзького собору.
Дасиподій переклав із грецької на латину низку творів Герона Александрійського.
Помер у Страсбурзі 1600 року.